# Francisco Javier Bores y Romero
Francisco Javier Bores y Romero (Antequera, 1861- Valdelasierra (Guadarrama), 1 d'octubre del 1930) fou un advocat, periodista i polític espanyol. Membre del Partit Conservador, dirigí el diari El Nacional i fou un dels fundadors el 1895 de l'Associació de Periodistes d'Espanya. Com a polític, fou elegit diputat per Roquetes a les eleccions generals espanyoles de 1891, pel d'Antequera a les eleccions generals espanyoles de 1893, per Torrent a les eleccions generals espanyoles de 1898 i 1901, per Màlaga a les de 1903, per Huéscar a les de 1905 i per Santa Cruz de Tenerife a les de 1914.